# Facteur de croissance des hépatocytes
Pour les articles homonymes, voir HGF.
Le facteur de croissance des hépatocytes (Hepatocyte growth factor, HGF) est un facteur de croissance, agent mitogène des hépatocytes (cellules du foie). Il se lie au récepteur tyrosine kinase c-met (MET). Son gène est le HGF situé sur le chromosome 7 humain.

## Inhibiteurs
- Ficlatuzumab